# Casa de Nariño

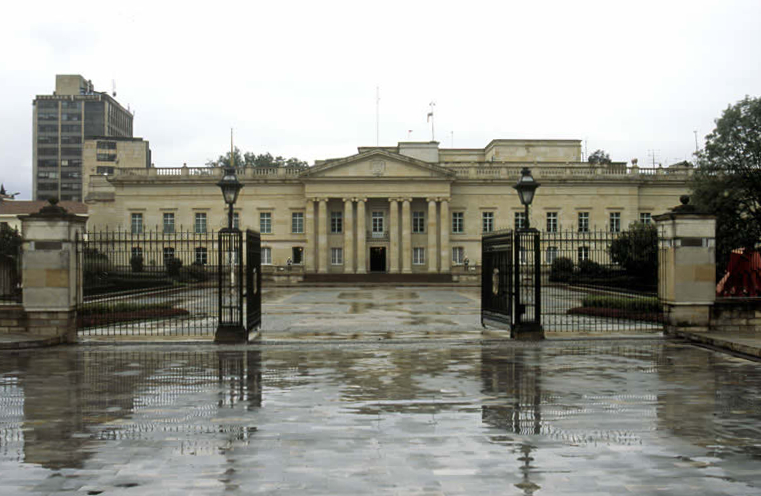
Casa de Nariño

Casa de Nariño - oficjalna rezydencja i miejsce pracy prezydenta Republiki Kolumbii, a także siedziba obu izb parlamentu. Budynek znajduje się w centrum stolicy kraju, Bogocie.